# Маноэль
Маноэль (мальт. Il-Gżira Manoel) — остров Мальты, в глубине гавани Марсамсетта между Валлеттой, столицей Мальты, на востоке и городом Гзира на западе. Административно относится к муниципалитету Гзира.

## География
Остров Маноэль — плоский, возвышенный, по форме напоминающий лист дерева. Он расположен в центре гавани Марсамксетт, к северу от залива Лазаретто и к югу от бухты Слимы. Маноэль соединён мостом с островом Мальта. Весь остров можно увидеть из бастионов столицы Валлетты.

## История
В 1570 году остров был приобретен кафедральным главой Мдины он стал собственностью епископа Мальты. Поэтому он был назван l'Isola del Vescovo (мальт. Il-Gżira tal-Isqof), что в переводе с мальтийского языка означает «Остров епископа».

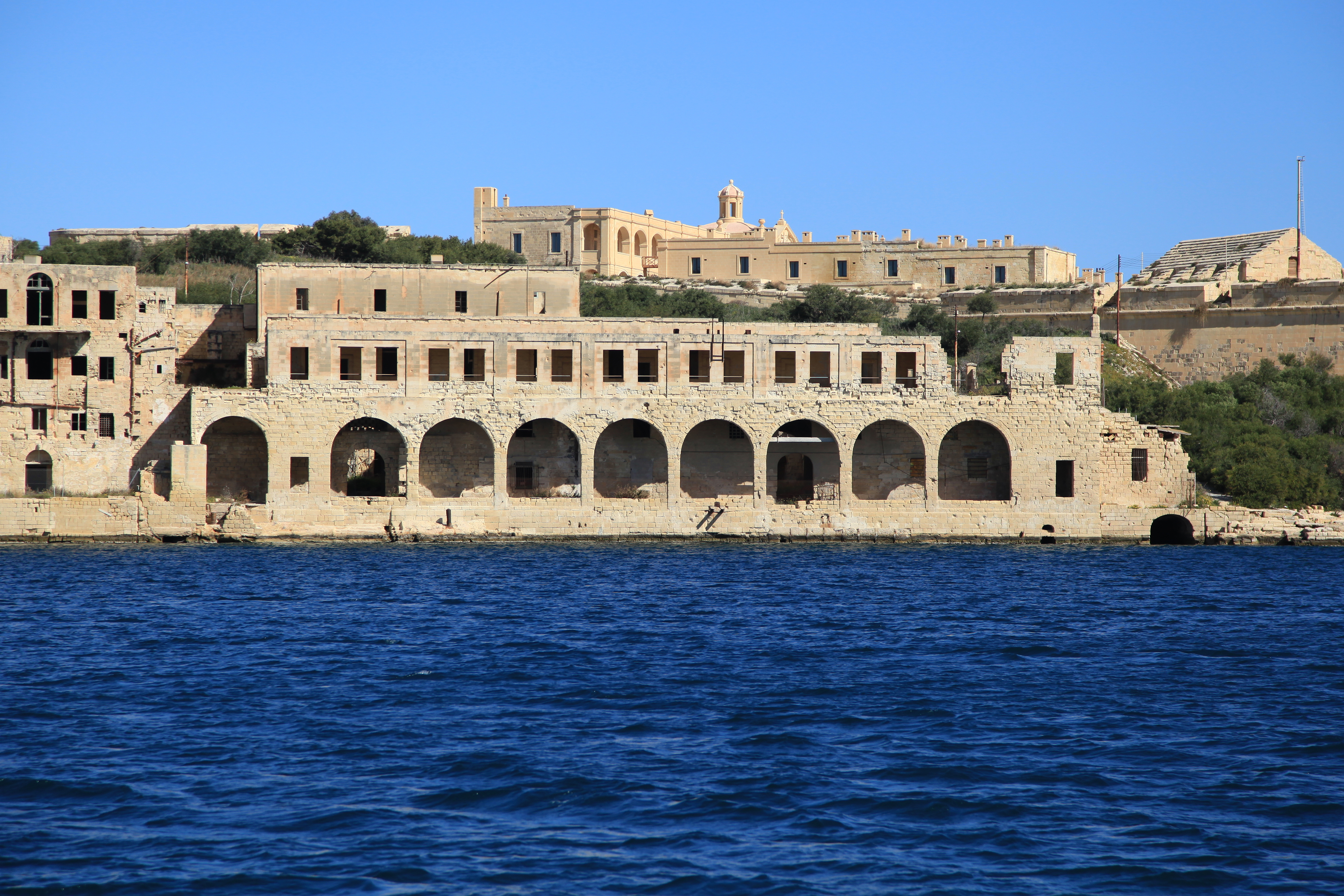
Лазаретто

В 1592 году после вспышки чумы была построена карантинная больница, известная как Лазаретто. Больница состояла из деревянных хижин она была снесена через год после того, как болезнь утихла. В 1643 году, во время правления Великого магистра Мальтийского ордена Жана де Ласкариса, орден обменял остров с церковью на землю в Рабате и, пытаясь контролировать периодический приток чумы и холеры на борту кораблей, построил новую, теперь уже постоянную больницу под прежним названием Лазаретто. Первоначально она использовалась как карантинный центр, в который доставляли пассажиров с карантинных судов. Впоследствии, во время правления магистров Котоне, Карафа и Антониу Мануэла де Вильены, больница была улучшена.

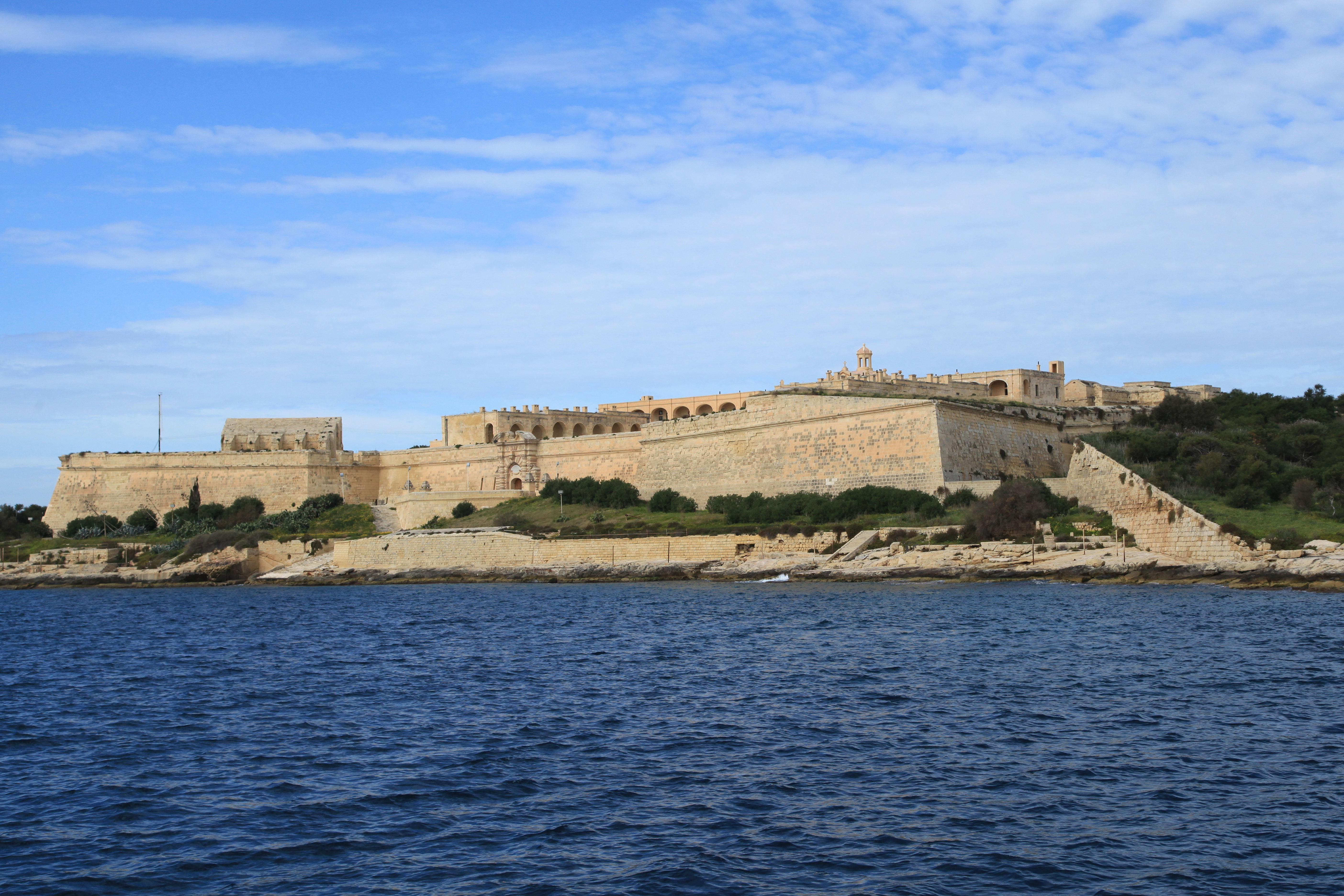
Форт-Маноэль

В период с 1723 по 1733 год на остров по приказу Великого магистра Антонио Маноэля де Вильена был построен новый форт, названный в его честь. Остров также был переименован в честь магистра. Форт-Маноэль считается типичным примером военной техники XVIII века, его первоначальные планы приписывают Рене Жакобу де Тинье (фр. René Jacob de Tigné) и, как говорят, были изменены его другом и коллегой Шарлем Франсуа де Мондьоном, который похоронен в склепе под Фортом-Маноэль. В Форте есть четырёхугольный внутренний двор, парадная площадка и аркада, а также была часовня в стиле барокко, посвящённая святому Антонию Падуанскому.
В британский период Лазаретто продолжал использоваться и был расширен во время губернаторства сэра Генри Бувери в 1837 и 1838 годах. Некоторое время использовался для размещения войск, но в 1871 году был преобразован обратно в больницу. В течение XIX века доставляемая на остров почта вначале проходила дезинфекцию в больницы, чтобы предотвратить распространение болезней.
Во время Второй мировой войны, когда Мальта находилась в осаде, остров Маноэль и его форт использованлись в качестве военно-морской базы 10-й подводной флотилии Королевского флота, в это время он упоминался как «HMS Talbot» или «HMS Phnicnicia». Часовня Святого Антония была разрушена после прямого удара бомбардировщиками Люфтваффе в марте 1942 года. После войны остров, оказался заброшен и в течение многих лет форт и Лазаретто не использовались, со временем разрушившись.

## Современность
Yacht Marina and Yacht Yard

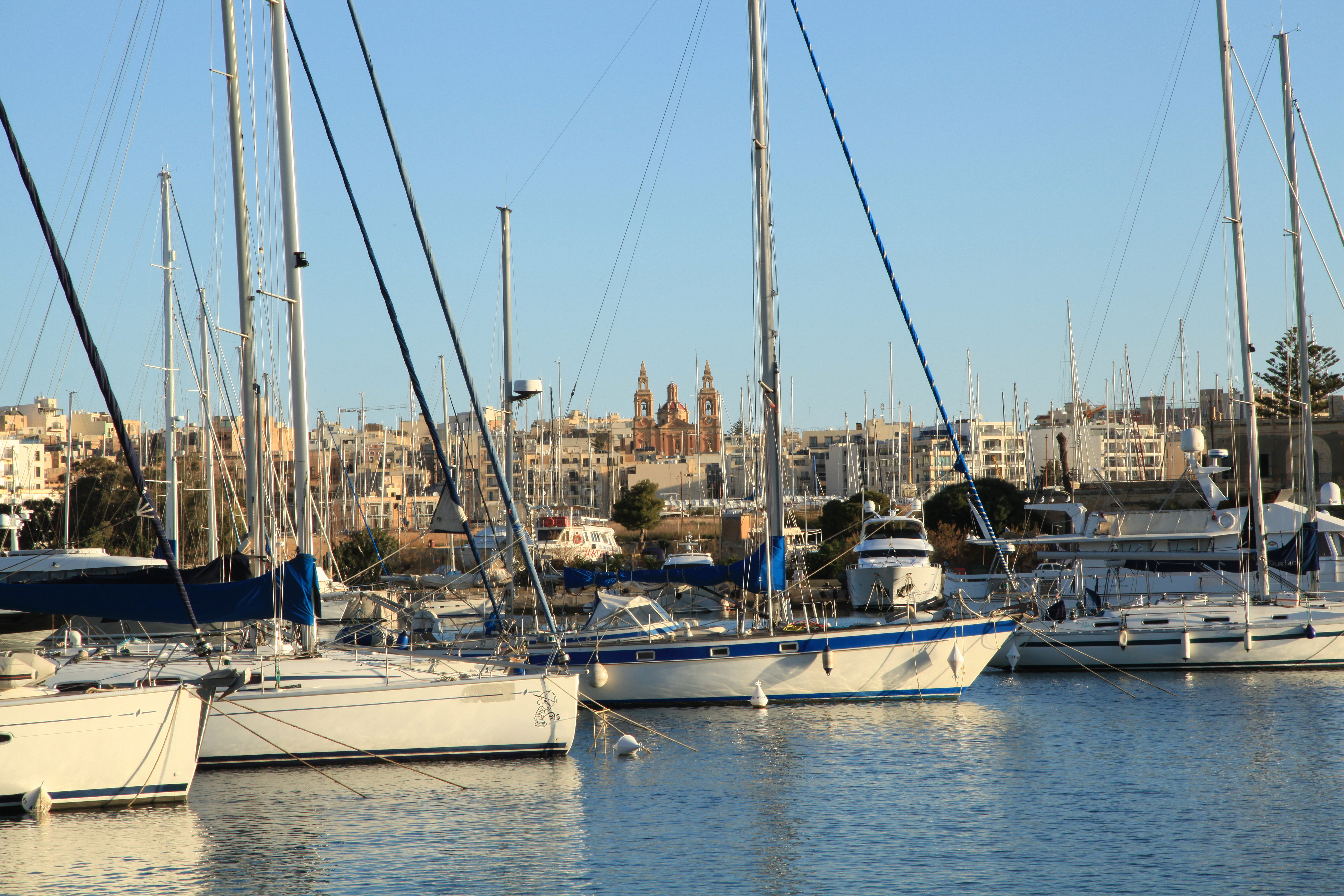
Стоянка для яхт на острове Маноэль

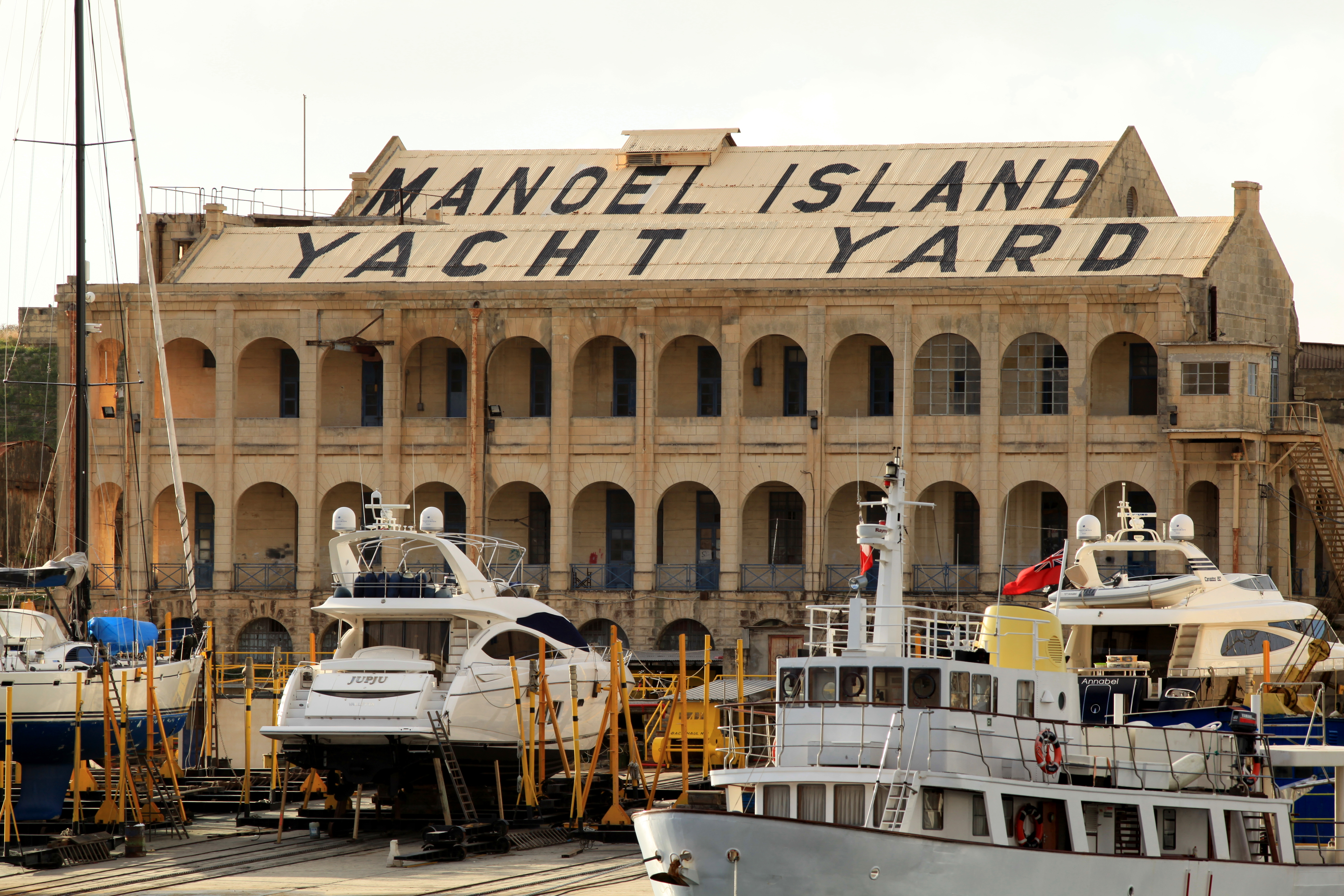
Яхтенный парк Yacht Yard

В настоящее время на острове Маноэль находится яхтенный парк и яхтенная марина. С 2011 года марина вмещает суда длиной до 80 метров. Она имеет в общей сложности 350 причалов. Яхт-парк может вмещать яхты и катамараны длиной до 50 метров и водоизмещением 500 тонн. Парк предлагает лодочное хранилище, плавучий причал, а также услуги по ремонт и полному переоборудованию яхт.
Duck Village

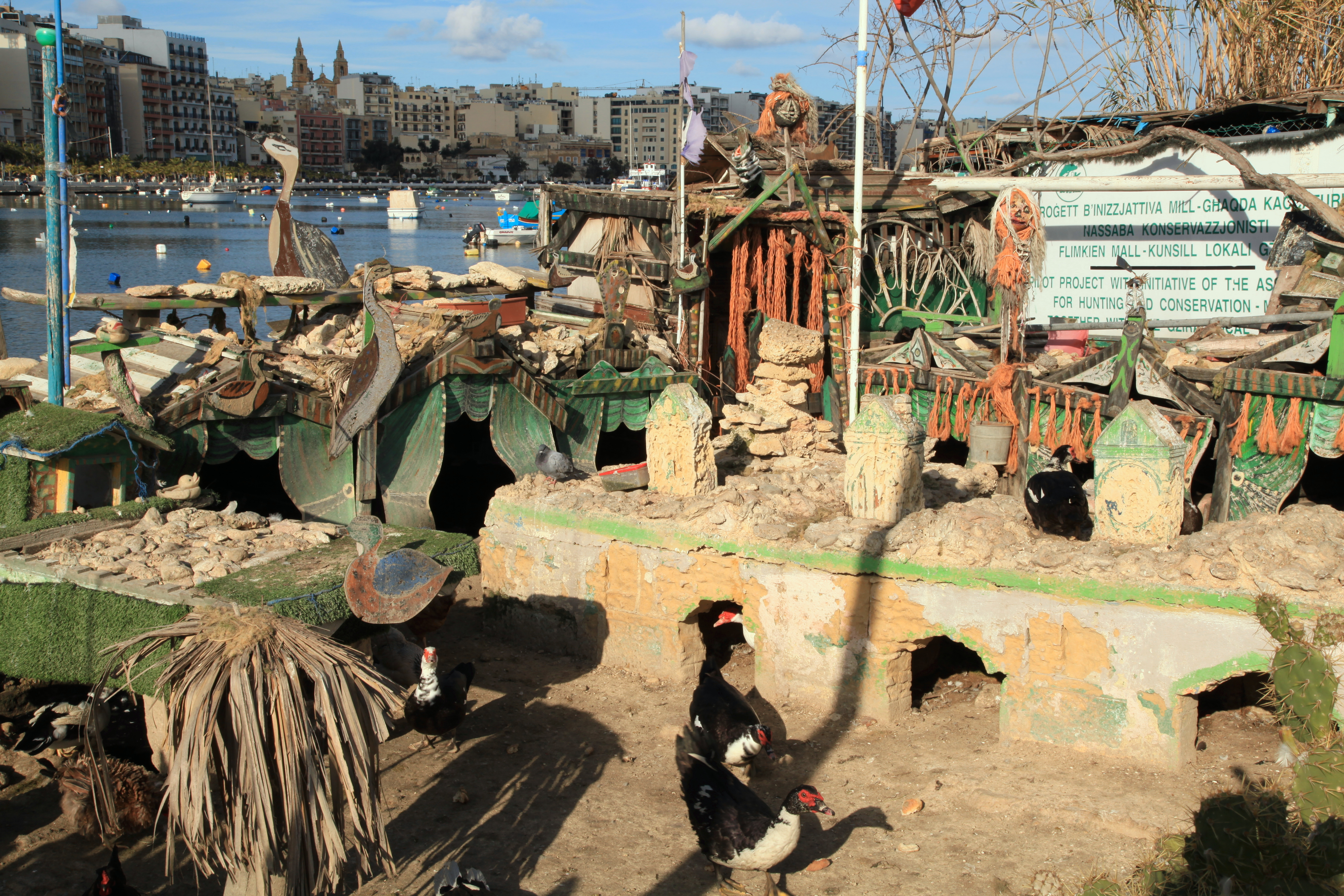
Деревня уток Duck Village

В течение нескольких лет на острове Маноэль действует неофициальное убежище для уток и других водоплавающих птиц возле моста, соединяющего остров с главным островом. Оно было создано и поддерживается местным добровольцем и полностью финансируется за счёт частных пожертвований.